# Eiphosoma travassosi
Eiphosoma travassosi är en stekelart som beskrevs av Costa Lima 1953. Eiphosoma travassosi ingår i släktet Eiphosoma och familjen brokparasitsteklar. Inga underarter finns listade i Catalogue of Life.